# Lista de ePrix da Fórmula E
Esta é uma lista completa dos ePrix de Fórmula E que fazem parte do Campeonato de Fórmula E da FIA desde seu início em 2014 .
Até o ePrix do Mónaco de 2024, 124 ePrix foram realizados.
O termo ePrix é derivado da tradição monolugar do Grande Prémio, mas muda o termo para representar sua natureza de usar apenas carros elétricos. ePrix são realizados quase exclusivamente em percursos de rua no centro de cidades, com algumas exceções sendo realizados em pistas de corrida permanentes em vez do percurso de rua habitual, e o Berlin ePrix, que é disputado num espaço existente no Aeroporto Tempelhof de Berlim, apresentando curvas largas e longas e uma pista feita 100% em betão. Os cursos variam em extensão de 2 a 3.5 km, muitas vezes resultando em versões menores de locais notáveis para garantir a duração tradicional da pista; exemplos incluem tanto o Circuito de Rua de Long Beach e o Circuito de Mônaco. Os ePrix geralmente têm uma distância de corrida pré-definida de voltas (que poderão ser aumentadas durante o decorrer da corrida devido a períodos com safety-car) com uma duração de aproximadamente 1 hora.

## Corridas ativas e passadas
As informações abaixo estão corretas após a realização do ePrix do Mónaco de 2024 .
| † | Corridas atuais (para a temporada 2023–24 ) | ** | Futuro/Retorno (para a temporada 2024–25 ) |

### Por título de corrida
| ePrix             | País           | Época     | Época     | Época     | Época     | Época     | Época     | Época     | Época     | Época     | Época      | Total corridas |
| ePrix             | País           | 1 2014–15 | 2 2015–16 | 3 2016–17 | 4 2017–18 | 5 2018–19 | 6 2019–20 | 7 2020–21 | 8 2021–22 | 9 2022–23 | 10 2023–24 | Total corridas |
| ----------------- | -------------- | --------- | --------- | --------- | --------- | --------- | --------- | --------- | --------- | --------- | ---------- | -------------- |
| Pequim            | China          | 1         | 1         |           |           |           |           |           |           |           |            | 2              |
| Putrajaya         | Malásia        | 1         | 1         |           |           |           |           |           |           |           |            | 2              |
| Punta del Este    | Uruguai        | 1         | 1         |           | 1         |           |           |           |           |           |            | 3              |
| Buenos Aires      | Argentina      | 1         | 1         | 1         |           |           |           |           |           |           |            | 3              |
| Miami             | Estados Unidos | 1         |           |           |           |           |           |           |           |           |            | 1              |
| Long Beach        | Estados Unidos | 1         | 1         |           |           |           |           |           |           |           |            | 2              |
| Mónaco†           | Mónaco         | 1         |           | 1         |           | 1         |           | 1         | 1         | 1         | 1          | 7              |
| Berlim†           | Alemanha       | 1         | 1         | 2         | 1         | 1         | 6         | 2         | 2         | 2         | 0          | 18             |
| Moscovo           | Rússia         | 1         |           |           |           |           |           |           |           |           |            | 1              |
| Londres†          | Reino Unido    | 2         | 2         |           |           |           |           | 2         | 2         | 2         | 0          | 10             |
| Cidade do México† | México         |           | 1         | 1         | 1         | 1         | 1         |           | 1         | 1         | 1          | 8              |
| Paris             | França         |           | 1         | 1         | 1         | 1         |           |           |           |           |            | 4              |
| Hong Kong         | Hong Kong      |           |           | 1         | 2         | 1         |           |           |           |           |            | 4              |
| Marraquexe        | Marrocos       |           |           | 1         | 1         | 1         | 1         |           | 1         |           |            | 5              |
| Nova Iorque       | Estados Unidos |           |           | 2         | 2         | 2         |           | 2         | 2         |           |            | 10             |
| Montreal          | Canadá         |           |           | 2         |           |           |           |           |           |           |            | 2              |
| Santiago          | Chile          |           |           |           | 1         | 1         | 1         |           |           |           |            | 3              |
| Roma              | Itália         |           |           |           | 1         | 1         |           | 2         | 2         | 2         |            | 8              |
| Zurique           | Suíça          |           |           |           | 1         |           |           |           |           |           |            | 1              |
| Daria†            | Arábia Saudita |           |           |           |           | 1         | 2         | 2         | 2         | 2         | 2          | 11             |
| Sanya             | China          |           |           |           |           | 1         |           |           |           |           |            | 1              |
| Suíça (Berna)     | Suíça          |           |           |           |           | 1         |           |           |           |           |            | 1              |
| Valência          | Espanha        |           |           |           |           |           |           | 2         |           |           |            | 2              |
| Puebla            | México         |           |           |           |           |           |           | 2         |           |           |            | 2              |
| Jacarta           | Indonésia      |           |           |           |           |           |           |           | 1         | 2         |            | 3              |
| Seul              | Coreia do Sul  |           |           |           |           |           |           |           | 2         |           |            | 2              |
| Hyderabad         | Índia          |           |           |           |           |           |           |           |           | 1         |            | 1              |
| Cidade do Cabo    | África do Sul  |           |           |           |           |           |           |           |           | 1         |            | 1              |
| São Paulo†        | Brasil         |           |           |           |           |           |           |           |           | 1         | 1          | 2              |
| Portland†         | Estados Unidos |           |           |           |           |           |           |           |           | 1         | 0          | 1              |
| Tóquio†           | Japão          |           |           |           |           |           |           |           |           |           | 1          | 1              |
| Misano†           | Itália         |           |           |           |           |           |           |           |           |           | 2          | 2              |
| Xangai†           | China          |           |           |           |           |           |           |           |           |           | 0          | 0              |

## Por país anfitrião
| País                      | ePrix                          | Circuito                                   | Mapa                | Comprimento         | Anos             | Total de corridas |
| ------------------------- | ------------------------------ | ------------------------------------------ | ------------------- | ------------------- | ---------------- | ----------------- |
| Alemanha†                 | ePrix de Berlim†               | Circuito Urbano do Aeroporto de Tempelhof  |                     | 2.469 km (1.534 mi) | 2015             | 17                |
|                           | 2.355 km (1.463 mi)            | 2017-2024                                  |                     |                     |                  | 17                |
|                           | 2.355 km (1.463 mi)            | 2020-2022                                  |                     |                     |                  | 17                |
|                           | 2.505 km (1.557 mi)            | 2020                                       |                     |                     |                  | 17                |
| Circuito Urbano de Berlim |                                | 2,030 km (1,260 mi)                        | 2016                |                     |                  | 17                |
| Estados Unidos†           | ePrix de Nova Iorque           | Circuito Urbano do Brooklyn                |                     | 1.953 km (1.220 mi) | 2017             | 14                |
|                           | ePrix de Nova Iorque           | Circuito Urbano do Brooklyn                | 2.374 km (1.475 mi) | 2018-2019           |                  | 14                |
|                           | ePrix de Nova Iorque           | Circuito Urbano do Brooklyn                | 2.320 km (1.442 mi) | 2021                |                  | 14                |
| ePrix de Long Beach       | Circuito Urbano de Long Beach  |                                            | 2.131 km (1.324 mi) | 2015-2016           |                  | 14                |
| ePrix de Miami            | Circuito da Baía de Biscayne   |                                            | 2.170 km (1.348 mi) | 2015                |                  | 14                |
| ePrix de Portland         | Portland International Raceway |                                            | 3.221 km (2.002 mi) | 2023-2024           |                  | 14                |
| Arábia Saudita†           | ePrix de Daria                 | Circuito Urbano de Riade                   |                     | 2.495 km (1.550 mi) | 2018-2024        | 11                |
| Reino Unido†              | ePrix de Londres               | Circuito Urbano do ExCel London            |                     | 2.252 km (1.400 mi) | 2021             | 10                |
| Reino Unido†              | ePrix de Londres               | Circuito Urbano do ExCel London            |                     | 2.141 km (1.330 mi) | 2022             | 10                |
| Reino Unido†              | ePrix de Londres               | Circuito Urbano do ExCel London            |                     | 2.086 km (1.296 mi) | 2023             | 10                |
| Reino Unido†              | ePrix de Londres               | Circuito Urbano de Battersea Park          |                     | 2.925 km (1.818 mi) | 2015-2016        | 10                |
| México†                   | ePrix da Cidade do México      | Autódromo Hermanos Rodríguez               |                     | 2.093 km (1.300 mi) | 2016             | 10                |
| México†                   | ePrix da Cidade do México      | Autódromo Hermanos Rodríguez               |                     | 2.09 km (1.299 mi)  | 2017-2019        | 10                |
| México†                   | ePrix da Cidade do México      | Autódromo Hermanos Rodríguez               |                     | 2.606 km (1.619 mi) | 2020, 2022-2024  | 10                |
| México†                   | ePrix de Puebla                | Autódromo Internacional Miguel E. Abed     |                     | 2.982 km (1.853 mi) | 2021             | 10                |
| Itália†                   | ePrix de Roma                  | Circuito Urbano do EUR                     |                     | 2.849 km (1.770 mi) | 2018-2019        | 10                |
| Itália†                   | ePrix de Roma                  | Circuito Urbano do EUR                     |                     | 3.385 km (2.103 mi) | 2021-2023        | 10                |
| Itália†                   | ePrix de Misano Adriático      | Misano World Circuit Marco Simoncelli      |                     | 3.381 km (2.101 mi) | 2024             | 10                |
| Mónaco†                   | ePrix do Mónaco                | Circuito do Mónaco                         |                     | 1.765 km (1.096 mi) | 2015, 2017, 2019 | 7                 |
| Mónaco†                   | ePrix do Mónaco                | Circuito do Mónaco                         |                     | 3.337 km (2.074 mi) | 2021-2024        | 7                 |
| Marrocos                  | ePrix de Marraquexe            | Circuito Internacional Moulay El Hassan    |                     | 2.971 km (1.846 mi) | 2016, 2018-2021  | 5                 |
| França                    | ePrix de Paris                 | Circuito Urbano de Paris                   |                     | 1.93 km (1.20 mi)   | 2016-2019        | 4                 |
| Hong Kong                 | ePrix de Hong Kong             | Circuito Harbourfront Central de Hong Kong |                     | 1.860 km (1.16 mi)  | 2016-2017, 2019  | 4                 |
| Chile                     | ePrix de Santiago              | Circuito de Rua de Santiago                |                     | 2.462 km (1.529 mi) | 2018             | 3                 |
| Chile                     | ePrix de Santiago              | Circuito Urbano do Parque O'Higgins        |                     | 2.348 km (1.459 mi) | 2019             | 3                 |
| Chile                     | ePrix de Santiago              | Circuito Urbano do Parque O'Higgins        |                     | 2.287 km (1.421 mi) | 2020             | 3                 |
| China                     | ePrix de Pequim                | Circuito Urbano do Olympic Green           |                     | 3.453 km (2.14 mi)  | 2014-2015        | 3                 |
| China                     | ePrix de Sanya                 | Circuito Urbano da Baía de Haitang         |                     | 2.236 km (1.39 mi)  | 2019             | 3                 |
| China                     | ePrix de Xangai                | Circuito Internacional de Xangai           |                     | 3.051 km (1.896 mi) | 2024             | 3                 |
| Argentina                 | ePrix de Buenos Aires          | Circuito de Rua de Puerto Madero           |                     | 2.48 km (1.54 mi)   | 2015-2017        | 3                 |
| Uruguai                   | ePrix de Punta del Este        | Circuito de Rua de Punta del Este          |                     | 2.80 km (1.70 mi)   | 2014             | 3                 |
| Uruguai                   | ePrix de Punta del Este        | Circuito de Rua de Punta del Este          |                     | 2.79 km (1.73 mi)   | 2015, 2018       | 3                 |
| Indonésia                 | ePrix de Jacarta               | Circuito Urbano de Jacarta                 |                     | 2.4 km (1,491 mi)   | 2022-2023        | 3                 |
| Canadá                    | ePrix de Montreal              | Circuito Urbano de Montreal                |                     | 2.745 km (1.706 mi) | 2017             | 2                 |
| Suíça                     | ePrix de Zurique               | Circuito Urbano de Zurique                 |                     | 2.465 km (1.532 mi) | 2018             | 2                 |
| Suíça                     | ePrix da Suíça                 | Circuito Urbano de Berna                   |                     | 2.668 km (1.658 mi) | 2019             | 2                 |
| Coreia do Sul             | ePrix de Seul                  | Circuito Urbano de Seul                    |                     | 2.800 km (1.740 mi) | 2022             | 2                 |
| Malásia                   | ePrix de Putrajaia             | Circuito Urbano de Putrajaia               |                     | 2.560 km (1.591 mi) | 2014-2015        | 2                 |
| Espanha                   | ePrix de Valência              | Circuito Ricardo Tormo                     |                     | 3.376 km (2.098 mi) | 2021             | 2                 |
| Brasil                    | ePrix de São Paulo             | Circuito do Anhembi                        |                     | 2.933 km (1.822 mi) | 2023-2024        | 2                 |
| Rússia                    | ePrix de Moscou                | Circuito Urbano de Moscou                  |                     | 2.39 km (1.49 mi)   | 2015             | 1                 |
| Índia                     | ePrix de Haiderabade           | Circuito Urbano de Haiderabade             |                     | 2.830 km (1.758 mi) | 2023             | 1                 |
| África do Sul             | ePrix da Cidade do Cabo        | Circuito Urbano da Cidade do Cabo          |                     | 2.8 km (1,73 mi)    | 2023             | 1                 |
| Japão                     | ePrix de Tóquio                | Circuito Urbano de Tóquio                  |                     | 2.582 km (1.604 mi) | 2024             | 1                 |

Rio de Janeiro e Bancoque já foram inicialmente anunciadas como sedes, mas foram removidas posteriormente e nunca receberam uma etapa da categoria.

## Corridas por temporada
| Rnd | 2014–15        | 2015–16        | 2016–17       | 2017–18        | 2018–19       | 2019–20       | 2020–21      | 2021–22       | 2022–23        | 2023–24       |
| --- | -------------- | -------------- | ------------- | -------------- | ------------- | ------------- | ------------ | ------------- | -------------- | ------------- |
| 1   | Pequim         | Pequim         | Hong Kong     | Hong Kong*     | Ad Diriyah    | Daria*        | Daria*       | Daria*        | Cidade México  | Cidade México |
| 2   | Putrajaya      | Putrajaya      | Marraquexe    | Hong Kong*     | Marraquexe    | Daria*        | Daria*       | Daria*        | Diriyah*       | Diriyah*      |
| 3   | Punta del Este | Punta del Este | Buenos Aires  | Marraquexe     | Santiago      | Santiago      | Roma*        | Cidade México | Diriyah*       | Diriyah*      |
| 4   | Buenos Aires   | Buenos Aires   | Cidade México | Santiago       | Cidade México | Cidade México | Roma*        | Roma*         | Hyderabad      | São Paulo     |
| 5   | Miami          | Cidade México  | Monaco        | Cidade México  | Hong Kong     | Marraquexe    | Valência*    | Roma*         | Cidade do Cabo | Tóquio        |
| 6   | Long Beach     | Long Beach     | Paris         | Punta del Este | Sanya         | Berlim*       | Valência*    | M+onaco       | São Paulo      | Misano*       |
| 7   | Mónaco         | Paris          | Berlim*       | Roma           | Roma          | Berlim*       | Mónaco       | Berlim*       | Berlim*        | Misano*       |
| 8   | Berlim         | Berlim         | Berlim*       | Paris          | Paris         | Berlim*       | Puebla*      | Berlim*       | Berlim*        | Mónaco        |
| 9   | Moscovo        | Londres*       | Nova Iorque*  | Berlim         | Mónaco        | Berlim*       | Puebla*      | Jacarta       | Mónaco         | Berlim*       |
| 10  | Londres*       | Londres*       | Nova Iorque*  | Zurique        | Berlim        | Berlim*       | Nova Iorque* | Marraquexe    | Jacarta*       | Berlim*       |
| 11  | Londres*       |                | Montreal*     | Nova Iorque*   | Suíça (Berna) | Berlim*       | Nova Iorque* | Nova Iorque*  | Jacarta*       | Xangai*       |
| 12  |                |                | Montreal*     | Nova Iorque*   | Nova Iorque*  |               | Londres*     | Nova Iorque*  | Portland       | Xangai*       |
| 13  |                |                |               |                | Nova Iorque*  |               | Londres*     | Londres*      | Roma*          | Portland*     |
| 14  |                |                |               |                |               |               | Berlim*      | Londres*      | Roma*          | Portland*     |
| 15  |                |                |               |                |               |               | Berlim*      | Seul*         | Londres*       | Londres*      |
| 16  |                |                |               |                |               |               |              | Seul*         | Londres*       | Londres*      |

* assinala duas ou mais corridas no mesmo ePrix